# Luis Vigil García
Luis Vigil García (Barcelona, 1940. május 20. – Barcelona, 2019. december 16.) spanyol tudományos-fantasztikus író, műfordító, kritikus, lapszerkesztő.

## Élete
Az 1960-as években az Anticipación (1966) és a Nueva Dimensión (1968) című lapokban működött közre, emellett a Bang című, képregényekkel foglalkozó lap munkatársa is volt. Az 1970-es években folytatta a filmkritikák és az az underground kultúráról szóló cikkek írását olyan magazinok számára, mint például a Dossier Negro, a Mata Ratos és a Star, emellett olyan elméleti köteteket is kiadott, mint a La leyenda de Bruce Lee (1974) és a Historia del sadomasoquismo (1978). Több képregény-forgatókönyvet is készített, például a Draculához. Domingo Santos-szal közösen írta meg a Nomanor című tudományos-fantasztikus regénysorozatot. Ő szervezte meg a Playboy spanyol nyelvű kiadását is. Később a Zino kiadó alkalmazta, a hozzájuk tartozó lapok koordinálására, ezek közül a legmaradandóbb az erotikus jellegű Tacones Altos volt.
Magyarul egy elméleti írása jelent meg a Galaktika 24. számában 1977-ben, Sci-fi találkozók címmel. 

## Fordítás
- Ez a szócikk részben vagy egészben  a   Luis Vigil García című spanyol Wikipédia-szócikk ezen változatának fordításán alapul.  Az eredeti cikk szerkesztőit annak laptörténete sorolja fel. Ez a jelzés csupán a megfogalmazás eredetét és a szerzői jogokat jelzi, nem szolgál a cikkben szereplő információk forrásmegjelöléseként.